# 真名野長者伝説
真名野長者伝説（まなのちょうじゃでんせつ）は、大分県に伝わる民話。「まんのう長者」、「満能(まんのう)長者」、「万の長者」なども表記。特に定まった題名はなく、話し手や著者によって「炭焼き小五郎伝説（すみやきこごろうでんせつ）」、「真名の長者と般若姫（まなのちょうじゃとはんにゃひめ）」、般若姫物語（はんにゃひめものがたり）」など、さまざまな呼ばれ方がある。

## 概略
大和朝廷の時代、都に、顔に醜いあざのある姫がいたが、仏のお告げに従って豊後国深田に住む炭焼き小五郎のもとへ行き夫婦になる。

2人は数々の奇跡により富を得て長者となり、1人の娘が生まれた。般若姫と名付けられた娘は都にまで伝わるほどの美女に成長し、1人の男と結婚するが、実はその男は都より忍びで来ていた皇子（後の用明天皇）であった。

皇子は天皇の崩御により都へと帰ることになったが、姫はすでに身重であったため、「男の子が産まれたなら、跡継ぎとして都まで一緒に、女の子であったなら長者夫婦の跡継ぎとして残し、姫1人で来なさい」と告げて帰京してしまう。

産まれた子供は女の子であったため、姫は1人で船に乗り都を目指すが、途中嵐に会い周防国大畠に漂着する。村人による介抱も虚しく数日後に姫は逝去してしまう。

姫の死を悲しんだ長者は中国の寺に黄金を送るとともに、深田の岩崖に仏像を彫らせた。その仏像が現在も残る国宝臼杵石仏である。

という物語である。

## 民話の伝承
臼杵石仏の制作年代は、仏像の様式などから平安時代後期〜鎌倉時代と推定されている。よってこの長者の時代とは数百年の差があり、直結するとは言いがたい。
しかし、過去に石仏を彫らせるほどの富を得た長者がいたことは事実であろうと考えられ、石仏近くの満月寺には室町時代の作とみられる「真名野長者夫婦石像」が伝わっており、伝説そのものもかなり古くからあったことがわかる。
伝説中に出てくる「用明天皇が皇子の時に九州大分まで旅して来ていた」との伝については疑問視する声も多いが、大分市坂ノ市にある万弘寺は用明天皇の創建であることが伝えられており、近年の調査によっても法隆寺と同等の伽藍配置を持っていた可能性が指摘され、地元民俗学者の肯定材料となっている。
また、同じく伝説の中で語られている「姫島の由来」（後述）についても、現地姫島では「古事記に記されているイザナギとイザナミから産まれた女島（天一根）であることに由来する」とされており、一致しない。
民話の性質上、語り手や著者によってさまざまな脚色が加えられ非現実的な内容に変わっていることも少なくないが、神話などと同じく、ある1つの事実に基づいて作られた可能性は否定できない。

## 「臼杵伝承」と「三重町伝承」との違い
一方、豊後大野市三重町には、『内山記』『内山山王宮縁起』などの古文書が現存しており、真名野長者が活躍した具体的な年代や、実在した天皇名・貴族名・豪族名、さらに活動の舞台となった地名、朝鮮半島や中国大陸との交流実績なども詳細に記録されている。
「三重町伝承」では下記の諸点が「臼杵伝承」とは異なっており、この論争は現在まで続いているが、いずれにせよ真名野長者は豊後国に実在した人物である可能性が高い。
◆真名野長者が誕生したのは、三重町の玉田の里である。
⇒現在でもその場所に石碑がある。
◆若い頃住んでいたのは、三重町の蓮城寺の敷地の中である。
⇒このお寺には真名野長者が娘の病気平癒のため奉納した千体薬師如来像がある。
◆娘が用明天皇と結婚することになったため、新婚夫婦用の新居を臼杵の深田の里に新築した。
⇒つまり真名野長者はその活動拠点を三重町から臼杵に移した。
◆真名野長者夫妻のお墓は、三重町の蓮城寺の境内にある。
⇒「臼杵伝承」では、深田の満月寺の境内と伝わる。

## 民話として語られる伝説の骨子
1. 継体天皇の頃、豊後国玉田に、藤治という男の子が産まれたが、3歳で父と、7歳で母と死に別れ、臼杵深田に住む炭焼きの又五郎の元に引き取られ、名前を小五郎と改めた。
2. その頃、奈良の都、久我大臣の娘で玉津姫という女性がいたが、10歳の時、顔に大きなあざが現れ醜い形相になり、それが原因で嫁入りの年頃を迎えても縁談には恵まれなかった。姫は大和国の三輪明神へと赴き、毎晩願を掛けていた。
3. 9月21日の夜、にわか雨にあった姫は拝殿で休養していたところ、急に眠気を覚え、そのまま転寝してしまった。すると、夢枕に三輪明神が現れ、こう告げた。「豊後国深田に炭焼き小五郎という者がいる。その者がお前の伴侶となる者である。金亀ヶ淵で身を清めよ。」
4. 姫は翌年2月に共を連れて西へと下るが、途中難に会い、臼杵へたどり着いた時には姫1人となってしまっていた。人に尋ね探しても小五郎という男は見つからず、日も暮れ途方に暮れていたところ、1人の老人に出会った。「小五郎の家なら知っておるが、今日はもう遅い。私の家に泊まり、明日案内することにしよう。」
5. 翌日姫が目を覚ますと、泊まったはずの家はなく、大きな木の下に老人と寝ていたのであった。老人は目を覚ますと姫を粗末なあばら家まで案内し、たちまちどこかへ消えてしまった。
6. 姫が家の中で待っていると、全身炭で真っ黒になった男が帰ってきた。男は姫を見て驚いたが、自分の妻になるために来たと知り、さらに驚いた。
7. 男は「私1人で食べるのがやっとの生活で、とても貴女を養うほどの余裕はない」と言うと、姫は都より持ってきた金を懐から出し「これで食べる物を買って来てください。」と言って男に渡した。
8. 金を受取った男は不思議そうな顔をしながら出ていった。麓の村までは半日はかかるはずであるのに、半時もしないうちに手ぶらで帰ってきた男は言った。「淵に水鳥がいたので、貴女からもらった石を投げてみたが、逃げられてしまったよ。」
9. 姫は呆れ返って言った。「あれはお金というものです。あれがあれば、さまざまな物と交換できるのです。」
10. すると男は笑いながら言った。「なんだ、そんな物なら、私が炭を焼いている窯の周りや、先程の淵に行けば、いくらでも落ちているさ。」
11. 姫は驚き、男に連れていってくれるように頼んだ。行ってみると、炭焼き小屋の周囲には至るところから金色に光るものが顔を出しており、2人はそれらを集めて持ち帰った。
12. さらに水鳥がいたという淵へ行ってみると、中から金色に輝く亀が現れ、そのまま水の中へと潜っていった。
13. 「ここがお告げにあった『金亀ヶ淵』に違いない！」と思った姫は淵の水で身を清めた。すると顔のあざは瞬く間に消え去り、輝くばかりの美しい姿となった。
14. 2人は夫婦となり、屋敷を建てた場所が真名野原（まなのはら）というところであったことから、「真名野長者」と呼ばれるようになった。
15. やがて2人の間には娘が産まれ、般若姫と名付けられた。姫は成長すると輝くような美女になり、その噂は遠く都にまで伝わっていった。多くの貴族たちが后にと使いを送ってきたが、長者夫婦は「大事な跡取り娘であるので」と断りつづけた。
16. その頃、都では皇子達の間で後継争いが勃発していた。兄は有力豪族の支援を得て優勢であったが、弟はいつ暗殺されてもおかしくないほど危うい状況であった。弟は豊後国の美女の噂を聞き、「どれほどの美女かこの目で見てみたい」との口実を作り都を脱出する。豊後国に到着すると宇佐八幡宮へ参拝して皇位を預け、名も山路と変えて長者の屋敷の下働きとして潜りこんだ。
17. 長者は使用人達や客人をもてなすための建物をいくつも建てたが、これらが竣工する頃になって姫が病にふせってしまった。長者はあらゆる名医やまじない師を呼んだが治る気配がなかったのだが、山王権現へ祈願したときに「三重の松原にて笠掛の的を射よ」とのお告げがあった。
18. 長者の周囲の者は笠掛の的を知らず困惑したが、山路が知っているというので命じてみると、すぐに馬に乗り的を射て山王権現より錫杖の下賜を受けて戻ってきた。
19. 長者は姫が回復すると2人を娶わせ、新たな屋敷を建てて住まわせようとしたが、屋敷が完成する前に勅使が下向し兄天皇の崩御を伝えてきた。
20. 山路は長者に本当の身分を明かし、都に帰らなければならないことを告げた。しかし、般若姫は既に皇子の子を身籠っており、共には上京できない状態であった。
21. 翌年、般若姫は女の子を出産し、玉絵姫と名付けた。般若姫は玉絵姫を長者夫婦に預けると、千人余りの従者を引き連れて臼杵の港より都へ向けて出発した。
22. 長者夫婦は山の上から船を見送り、その山は姫見ヶ岳と呼ばれるようになった。また、姫の一行は、途中豊前国の小さな島に立ちよった。この島が現在の姫島（大分県）である。
23. 般若姫を乗せた船はしばらく順調に航海を続けるが、周防国田浦にて暴風雨に巻き込まれ遭難。大畠に漂着したところを地元の村人に救助され介抱を受けるが数日後に他界。享年19。
24. 姫の死を悲しんだ長者は姫の菩提を弔うため、中国の寺へ黄金三万両を贈った。すると中国より蓮城法師が長者のためにやってきた。
25. 長者は満月寺を建立して法師の居とし、石仏の製作を依頼した。法師は数年の歳月をかけて深田の里一帯に石仏を彫った。これが現在の国宝臼杵石仏の由縁である。
26. その後、推古天皇の時代に長者は97歳で、玉津姫は91歳でこの世を去った。

## 真名野長者の孫が聖徳太子だとする説
「臼杵伝承」「三重町伝承」ともに、「真名野長者の孫娘は、父の用明天皇に会いに行く途中で船が難破して亡くなった」と伝えている。
ところが一方で、江戸時代を中心に「その孫とは男子であり、聖徳太子となった」とする説が大流行して、下記の著作物にも残されている。
『用明天皇職人鑑』････近松門左衛門作の浄瑠璃の台本だが、その結末には「用明天皇夫妻とその息子・聖徳太子は、三人仲良く豊後国を出発して都へ帰った」とある。
『御伽草子』に収蔵された『烏帽子折』････源義経が元服する物語のなかに、突然真名野長者物語が挿入され、その結末も「真名野長者の孫が聖徳太子である」となっている。
ちなみに「三重町伝承」では、“真名野長者は百済から伝来した仏像を日本で初めて拝んだ人物”とされていることや、“物部守屋と交戦した”と書かれていることから、正史による蘇我稲目のことではないかという説も浮上している。

## 類型
柳田國男はこの話（炭焼きの小五郎）が北は青森県岩木山麓から南は沖縄県宮古島まで分布し、鍛冶屋や鋳物師などの金属の業に従事する者達によって運ばれたとする（「海南小記」『定本柳田邦夫集』一、筑摩書房 1969年）。『中山世譜』内にある王が浦添の按司になった経緯の話（押しかけ女房・財宝を粗末に扱ったために妻に注意される・最終的には裕福となる）も類型とされる（大林太良 『日本の古代10 山人の生業』 中央公論社 1987年 p.246.）。

## 上演
地元の有志たちにより、大分方言で上演されることがあるが、完璧な豊後方言で上演すると、ほとんどの観客には意味が通じないため、現代方言をさらに簡略化した形で行われることが多い。

## 史跡
- 臼杵石仏（大分県臼杵市深田）
- 真名野長者夫婦の墓（大分県臼杵市および豊後大野市）
- 般若姫像（大分県豊後大野市）- ふるさと創生基金により地元が設置。
- 千体薬師如来像 (大分県豊後大野市「蓮城寺」) - 真名野長者が娘の病気平癒のため奉納したと伝わる。
- 化粧の井戸（大分県臼杵市および豊後大野市）‐ 真名野長者の娘がこの井戸水で美人になったと伝わる。
- 般若寺（山口県熊毛郡平生町）- 「般若寺」と大書した用明天皇御親筆の額がある。
- 万弘寺（大分県大分市坂ノ市） - 用明天皇の創建。般若姫に縁のある品が残されている。